# 境遇性性行为
境遇性性行为（英語：situational sexual behavior），是指由于受到特殊的社会环境默许、鼓励或迫使，使得人们进行了不同于自己所认同的（或通常表现出来的）性行为的一种现象。

## 概述
在监狱、军队、學校社團或校隊、修道院、单一性别的寄宿学校或者其他性别隔离的群体中，部分群体可能会出现同性性行为，但是在其他场景下仍被视为异性恋。
许多人会由于环境或其他生活经历而改变自己的性取向。例如，大学中的男女可能会出现双性恋，但是仅限于该环境中。这样的尝试在青少年中尤为常见，无论男女。描述这类情况的术语包括“BUG”（bisexual until graduation，毕业前的双性恋）或者“LUG”（lesbian until graduation，毕业前的女同性恋）。
境遇性性行为最常见的例子是，自我定位为是异性恋者与同性发生性关系（或者自我定位为是同性恋者与异性发生性行为）。此类情况有时被称为“漩涡式双性恋”（vortex bisexuals），而有人则认为这属于有同性行为的异性恋的一种情形。

## 伪同性恋
伪同性恋是指那些自认为是异性恋或者有异性性取向的人，出现同性性渴望、性幻想或者性行为。尽管有性行为，一般认为应该将伪同性恋和同性恋区隔开，因为它可能并不代表某种基于性取向或纯粹好奇的欲望。例如，该行为可能在一些受限制的环境中出现，例如监狱或者军营。在这些情况中，性行为往往是非自愿的，也会显现出一些反社会倾向，亦有人以此作為展示權力和欺凌的手段。